# Gha-Mu
Die Gha-Mu (chinesisch Siao-hua; andere Bezeichnungen: Small Flowery Miao, Blaue Hmong) sind eine ethnische Gruppe in China. Sie stammen ursprünglich aus Guizhou und gehören zu den Miao.
Die Zahl der Gha-Mu könnte 100.000 überschreiten. Anfang des 20. Jahrhunderts gab es eine Erweckung unter den Gha-Mu. Die meisten Gha-Mu leben in den Kreisen Shuicheng, Nayong, Zhenning, Guanling und Hezhang.
Die entsprechende Sprache ist die Miao-Sprache Hsiao Hwa Miao (Atse, Ghab-Mvb, Ghab-Svd, Ghuab-Hmongb, Ghuab-Soud, Xiao Hua Miao); Hmong Dian ist eine weitere, die der A-Hmao.
Viele von ihnen sind Christen. Die Östlichen Lipo sind eine weitere Volksgruppe in China mit hohem Christenanteil. In China gibt es Christenverfolgung.

## Nachweise
- www.ethnologue.com
- www.ethnologue.com